# AeroVolga LA-8
AeroVolga LA-8 je 8-sedežno dvomotorno amfibijsko letalo, ki so ga zasnovali v Rusiji. Letalo lahko pristaja tako na kopnem kot na vodi. Prvi let je bil leta 2004. LA-8 ima korenine v Čajki L-6.
LA-8 ima visokonameščena kantilever krila. Prototip sta poganjala dva motorja LOM Praha M-337C-AV01, druga možnost motorjev so ameriški Lycoming IO-540B4B5. 
Letalo ima tudi možnost namestitive balističnega reševalnega padala.

## Specifikacije (LA-8L-RS)
Podatki iz Jane's All the World's Aircraft 2013-14
Splošne značilnosti
- Posadka: 1 ali 2
- Število sedežev: največ 7 potnikov
- Dolžina: 10,80 m (35 ft 5 in)
- Razpon kril: 15,00 m (49 ft 3 in)
- Višina: 3,14 m (10 ft 4 in)
- Površina kril: 22,10 m2 (237,9 sq ft)
- Aeroprofil: P-lll-15
- Teža praznega letala: 1.655 kg (3.649 lb)
- Bruto teža: 2.720 kg (5.997 lb)
- Pogon letala: 2 × Lycoming IO-540B4B5 6-valjni zračnohlajeni protibatni motor, 175 kW (235 hp) vsak
- Propelerji: št. lopatic: 3 propelerja Hoffman HO-V123K / MT -V, 1,95 m (6 ft 5 in) premer

Zmogljivost
- Maks. hitrost: 259 km/h (161 mph; 140 kn)
- Potovalna hitrost: 220 km/h (137 mph; 119 kn) normalna
- Hitrost pri porušitvi vzgona: 86 km/h (53 mph; 46 kn) s spuščenimi zakrilci
- Višina leta: 5.000 m (16.404 ft)
- g-omejitev: +3,8/-1,9
- Vzletna razdalja (kopno): 350 m (1149 ft)
- Vzletna radzdalja (voda): 450 m (1477 ft)

Letalska elektronika

- Komunikacija: Bendix/King KY96 radio, GTX 527 responder. Artex ME406 ELT
- GPS: Bendix/King KY94 ali Garmin GNC 420 ali GNS 430